# Astragalus chaetolobus
Astragalus chaetolobus är en ärtväxtart som beskrevs av Aleksandr Andrejevitj Bunge. Astragalus chaetolobus ingår i släktet vedlar, och familjen ärtväxter. Inga underarter finns listade i Catalogue of Life.